# Пилугани (Сучава)
Пилугани (рум. Pilugani) насеље је у Румунији у округу Сучава у општини Појана Стампеј. Oпштина се налази на надморској висини од 869 m.

## Становништво
Према подацима из 2002. године у насељу је живело 269 становника, од којих су сви румунске националности.